# Campeonato Argentino de Rugby 1952
El Campeonato Argentino de Rugby de 1952 fue la octava edición del torneo de uniones regionales organizado por la Unión Argentina de Rugby. Se llevó a cabo entre agosto y de septiembre de 1952, disputándose principalmente en Buenos Aires. 
Este fue el primer torneo en disputarse luego de que la Unión de Rugby del Río de la Plata cambiase su nombre a la actual Unión Argentina de Rugby el 29 de noviembre de 1951. Además, la recientemente creada Unión de Rugby de Mar del Plata participó por primera vez del torneo.
El torneo coincidió con la Gira de Irlanda de 1952, por lo que varios encuentros del torneo se disputaron como preliminares a los de la gira irlandesa, permitiendo a los seleccionados invitados ver actuar a la Selección de rugby de Irlanda. En la final, se enfrentaron Capital y Provincia por octava ocasión consecutiva, resultando ganador el seleccionado provincial por 6-0.

## Equipos participantes
Participaron de esta edición nueve equipos: dos seleccionados de la Unión Argentina de Rugby y siete invitados.
| Equipo           | Unión                           |
| ---------------- | ------------------------------- |
| Capital          | Unión Argentina de Rugby        |
| Centro           | Unión de Rugby del Centro       |
| Ciudad Eva Perón | Combinado local                 |
| Cuyo             | Unión de Rugby de Cuyo          |
| Litoral          | Unión de Rugby del Litoral      |
| Mar del Plata    | Unión de Rugby de Mar del Plata |
| Norte            | Unión de Rugby del Norte        |
| Provincia        | Unión Argentina de Rugby        |
| Río Paraná       | Unión de Rugby del Río Paraná   |

Los siete equipos invitados fueron los seleccionados de seis uniones provinciales y un combinado representativo de la ciudad de La Plata, en aquel entonces conocida como Ciudad Eva Perón.

## Partidos
Partidos correspondientes a las primeras etapas del torneo. 
| 24 o 31 agosto                                                                                     | Ciudad Eva Perón | 6 - 26  | Norte | Estadio G.E.B.A., Buenos Aires |  |
| |                  | Reporte |       |                                |  |
| Este partido se disputó como encuentro preliminar a uno de los partidos entre Argentina e Irlanda. |                  |         |       |                                |  |

| 14 de septiembre | Norte | 6 - 26  | Capital | Tucumán,                      |                               |
|                  |       | Reporte |         | Asistencia: 2970 espectadores | Asistencia: 2970 espectadores |

### Final
| 28 de septiembre | Provincia | 6 - 0   | Capital | Estadio G.E.B.A., Buenos Aires  |                                 |
|                  |           | Reporte |         | Asistencia: 11.020 espectadores | Asistencia: 11.020 espectadores |

| Bandera de la Provincia de Buenos Aires |
| Provincia Campeón                       |
| Séptimo título                          |

## Gira de Irlanda
Como parte de la gira de Irlanda por Argentina, los seleccionados de Capital y Provincia se enfrentaron al seleccionado irlandés en dos encuentros previo a los partidos con la Selección Argentina. 
| 12 de agosto | Capital | 6 - 12  | Irlanda | Estadio G.E.B.A., Buenos Aires |  |
|              |         | Reporte |         |                                |  |

| 17 de agosto | Provincia | 6 - 6   | Irlanda | Estadio G.E.B.A., Buenos Aires |  |
|              |           | Reporte |         |                                |  |